# 音楽の寓意
『音楽の寓意』（おんがくのぐうい, 伊: Allegoria della Musica, 英: Allegory of Music）は、イタリアのルネサンス期の画家ドッソ・ドッシが1530年頃に制作した絵画である。油彩。主題の特定が困難な場合が多いドッソ・ドッシの絵画の中でもとりわけ難解な作品として知られる。主に音楽の寓意と考えられているが、寓意の具体的な内容については諸説が入り乱れて定説がない。絵画に描かれている人物については、かつては愛と美の女神ヴィーナスと鍛冶神ウルカヌスとされていたが、現在は『旧約聖書』「創世記」のトバルカインとする説でおおむね一致している。おそらくフェラーラ公爵アルフォンソ1世・デステのコレクションに由来し、ボルゲーゼ・コレクションを経て、現在はフィレンツェのホーン美術館に所蔵されている。

## 作品
ドッソ・ドッシは燃えさかる松明を持った聖霊から霊感を受けて金槌で金床を打ちつけ、音符を打ち出す鍛冶職人と、楽譜が記された大きな板を持つ2人の女性像を描いている。逞しい肉体の鍛冶職人は聖霊をじっと見つめており、鍛冶職人がまとったわずかな腰布は彼の背後で大きく翻っている。画面の右側には2人の女性像が豊満な裸体をさらしているが、注目されるのはそれぞれの板に記された楽譜である。鍛冶職人の隣に座る女性像の板には円形の楽譜が、画面右端に立つ女性像の板は三角形の楽譜が記されている。前者の楽譜はフランドルの音楽家アドリアン・ヴィッラールトの曲であり、後者の楽譜はフランスの作曲家ジョスカン・デ・プレの宗教曲で、《Trinitas in unum（三位一体）》の銘文が記されている。どちらの音楽家もフェラーラと関係があり、アドリアン・ヴィッラールトは1515年前後に、ジョスカン・デ・プレは1503年から1504年にかけてフェラーラに滞在したことが知られている。鍛冶職人と女性像の間の足元には弦楽器のリラ・ダ・ブラッチョが置かれている。絵画には計3つの金槌が描かれているが、そのうち鍛冶職人の座った脇に置かれた金槌には《VIII》の番号が刻まれ、画面左端下の地面に置かれた金槌には《XII》の番号が刻まれている。

### 絵画の源泉

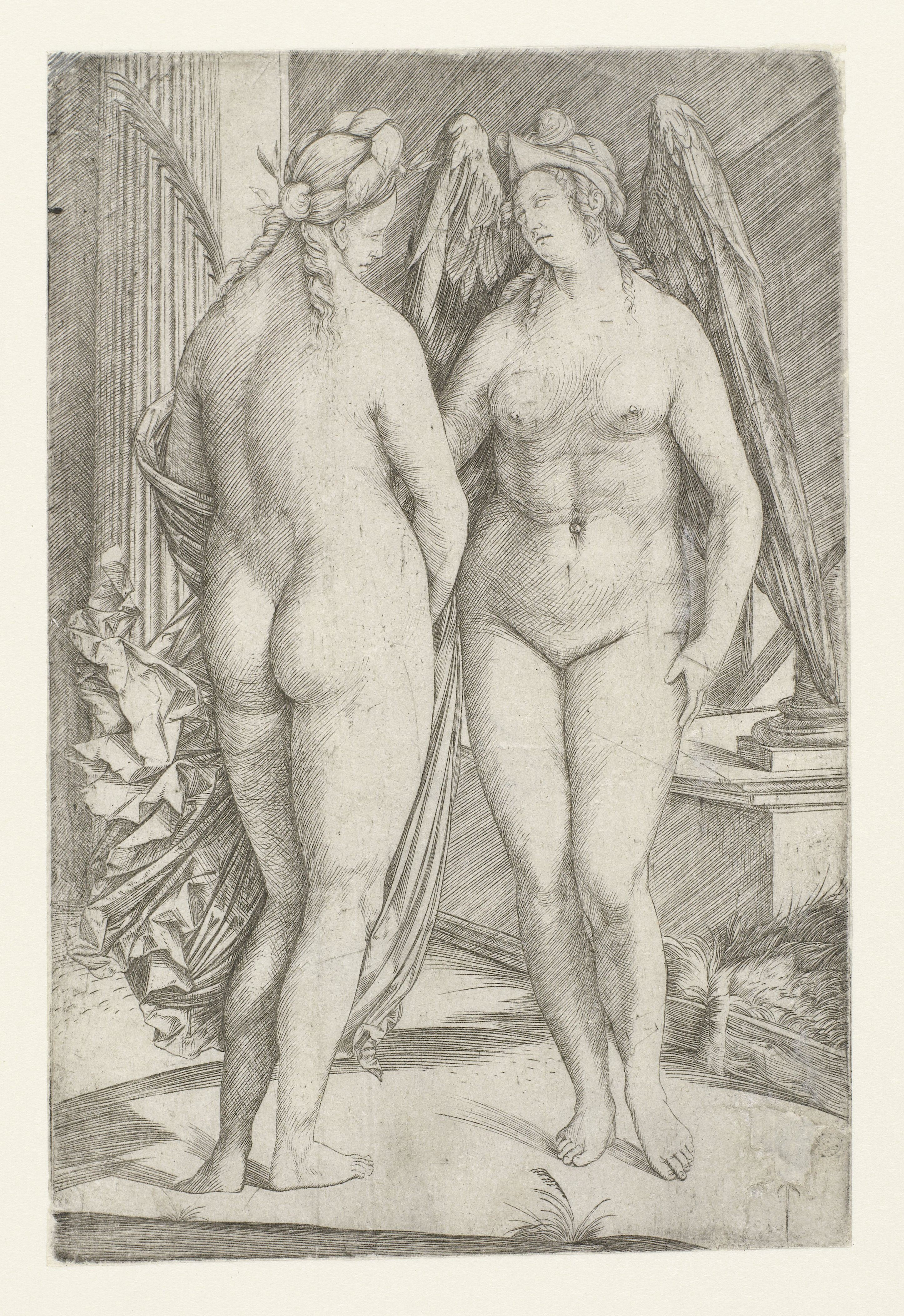
画面右端の女性像の着想源はヤコポ・デ・バルバリの1500年頃のエングレービング『勝利と名声』とされる。

1650年にジャコモ・マニッリ（Jacomo Manilli）はヴィッラ・ボルゲーゼの案内書で本作品を「音楽の発明を表す、鍛冶場のウルカヌスとヴィーナス」を描いた絵画としている。対して現在の解釈によると鍛冶職人は中世に音楽の創始者とされたトバルカインであり、2人の女性像は母チラと妹ナアマと考えられている。「創世記」4章によるとトバルカインはカインの子レメクとチラの息子、ナアマの兄であり、長じて鍛冶師になった。またレメクとアダの息子ユバルは音楽を創始した。中世の音楽理論はユバルと古代ギリシアの哲学者ピュタゴラスを音楽の創始者としていたが、アフリーゲムのヨハネスやヨハネス・デ・ムリスはトバルカインもまた音楽の創始者と見なしており、さらにトバルカインは自由七科における音楽の擬人像として表現されるようになった。このトバルカインとユバルの融合は鍛冶職人が金属から楽器を作り出すことと関係があり、実際に古い図像には両者を並んで描いたものがある。もう1つの可能な解釈によるとピュタゴラスの伝説、すなわち鍛冶職人が異なる重さの金槌で打った音から音程を発見したとする伝説をもとにしている。
主題については主に以下の説が知られている。パリージ（Parigi）は声楽による多声音楽の器楽音楽に対する優位とし、フェルトン・ギボンズ（Felton Gibbons）は衣装をまとった女性像によって表現された世俗音楽と裸婦によって表現された教会音楽の寓意、コリン・スリム（Colin Slim）は即興音楽に対する楽譜に記された音楽の優位として解釈した。ちなみに円形の楽譜と三角形の楽譜に記された曲を特定したのはスリムである。

### 制作背景
制作背景には当時のフェラーラ宮廷における音楽に対する高い関心があるとされる。アルフォンソ1世は礼拝堂合唱隊の責任者であり、ヴィオラや管楽器を演奏するだけでなく制作した。また弟のイッポーリト・デステ枢機卿は器楽音楽の愛好者であった。したがってこの2人のいずれかが発注主と目されているが、近年はアルフォンソ1世を発注者とする見解が強くなっている。特にフランカ・トリンケーリ・カミズ（Franca Trinchieri Camiz）はアルフォンソが楽器を演奏・制作したことを挙げて、画家は男性像をアルフォンソ1世に見立てたとしている。この論点は鍛冶職人をウルカヌス神とする古い説とも一致する。というのはアルフォンソ1世は鉄の鍛造経験を持ち、火神にも関心を持っていたからである。よってドッソ・ドッシはアルフォンソ1世を鍛冶神として描いているとも考えられる。

### 制作年代
制作年代の上限はおそらく音楽家アドリアン・ヴィッラールトがフェラーラに滞在した1515年頃であり、多くの説が1515年以降を想定している。トレンティ・アントネッリ（Trenti Antonelli）は1522年とし、マゼッティ（Mazzetti）は1525年頃、ギボンズは1520年代、ピーター・ハンフリー（Peter Humfrey）は1530年頃としている。ドッソ・ドッシは1520年代の半ば以降、ラファエロの晩年の様式の影響から、それまでのヴェネト的なミケランジェロの様式を放棄する。しかし画家にラファエロの影響をもたらすのが1524年に近隣のマントヴァ宮廷に招かれたジュリオ・ロマーノであり、本作品においては未だその影響が見られないことを考えるならば、制作年代として最も妥当性があるのは1524年以前ということになる。そこでハンフリーは後にアントネッリに同意して1522年としている。

## 来歴
絵画はおそらくアルフォンソ1世・デステのために制作され、その後アルフォンソ1世の多くの絵画と同様に16世紀末にボルゲーゼ・コレクションに加わったと考えられる。絵画に関する最古の記録は1633年のボルゲーゼ・コレクションの目録である。そして1650年にジャコモ・マニッリの案内書に記載された。その後1693年に再び記録されたのちフィレンツェのコレクションに加わった。イギリスの美術コレクターのハーバート・ホーンが同地で絵画を購入したのは1913年のことである。ホーンはフィレンツェのコルシ宮（Palazzo Corsi）を購入し、自身のコレクションを展示するためにホーン美術館を設立した。以来絵画は同美術館に所蔵されている。